# Was bin ich?
Was bin ich? Das heitere Beruferaten war eine Panel-Quizsendung, die von 1955 bis 1958 und von 1961 bis 1989 vom Ersten Deutschen Fernsehen bzw. Bayerischen Rundfunk ausgestrahlt wurde. Moderator der 337 Folgen war Robert Lembke. Das Konzept wurde später von verschiedenen Sendern wieder aufgegriffen.

## VorbildWhat’s My Line?
Das Quizformat stammte von Mark Goodson und Bill Todman und wurde in den USA als Gameshow What’s my line? erstmals am 2. Februar 1950 vom Sender CBS im Fernsehen ausgestrahlt. Von ihrem Start 1950 bis 1967 war John Charles Daly der Moderator der wöchentlich stattfindenden Sendung. Die Schauspielerin Arlene Francis, die Journalistin Dorothy Kilgallen und der Verleger Bennett Cerf waren jeweils über zehn Jahre ständige Mitglieder des vierköpfigen Rateteams der Spielshow. Die Komiker Steve Allen und Fred Allen sowie der Schauspieler Martin Gabel, der Ehemann von Francis, waren ebenfalls wiederkehrend Mitglieder im Rateteam. Daneben wurden auch häufig weitere Prominente eingeladen, in einzelnen Folgen als Mitglied des Rateteams zu fungieren. 
In einer der halbstündigen Sendungen wurden durch Beantwortung von Ja-oder-nein-Fragen meist die Berufe mehrerer Bürger erraten, ehe es dann (meist gegen Ende der Sendung) einen Prominenten mithilfe von Fragen zu erraten gab. Zu den prominenten Überraschungsgästen der Sendung, deren Identität erraten werden sollte, zählten berühmte Namen wie Marlon Brando, Bette Davis, Eleanor Roosevelt, Doris Day, Marlene Dietrich, Walt Disney, Alfred Hitchcock, Groucho Marx, Frank Sinatra, Salvador Dalí und Frank Lloyd Wright. Nach Einstellung der ursprünglichen Quizshow im Jahr 1967 erfolgten in den USA noch mehrere Neuauflagen, die dann aber meist tagsüber im Fernsehen liefen.
Die Sendung wurde auch im Vereinigten Königreich übernommen und von 1951 bis 1963 ausgestrahlt. Während eines Besuchs bei der BBC in London 1954 erwarb Robert Lembke die Verwertungsrechte an diesem Sendeformat.

## Erste Auflage
Die erste Folge hatte unter dem Titel Ja oder Nein. Ein psychologisches Extemporale mit sieben unbekannten Größen am 2. Januar 1955 ihre Premiere. Moderator war Robert Lembke, da sich kein anderer dafür gemeldet hatte.
Dem ersten Rateteam gehörten an:
- Hans Sachs, Oberstaatsanwalt in Nürnberg
- Inge Sandtner (aus Österreich)
- Anja Golz (aus der Schweiz)
- Peter Mauch

In der 80-minütigen Urform von Was bin ich? mussten sieben Berufe erraten werden. Erster Gast, dessen Beruf das Team herausfinden sollte, war Tilde Bublitz-Lindmayer, die einer Beschäftigung als Friseurin nachging. Erster Stargast war Vico Torriani. Am 21. März 1958 wurde das Quiz nach 29 Folgen eingestellt, da sich nach dem Urteil der Zuschauer die Fragetechnik festgefahren hatte.

## Zweite Auflage
Nach Ermüdungserscheinungen bei Was bin ich? präsentierte Lembke 1959 das Quiz Spiel mit Worten. Solch ein Wechsel war zu dieser Zeit nicht ungewöhnlich, auch Peter Frankenfeld und Hans-Joachim Kulenkampff stellten alle zwei Jahre neue Shows vor. Die Zuschauer lehnten Lembkes neue Sendung aber ab, wodurch es ab dem 11. Februar 1961 zu einer Neuauflage von Was bin ich? kam.
Das neue Rateteam bestand aus:
- Hans Sachs, Oberstaatsanwalt in Nürnberg
- Annette von Aretin, TV-Ansagerin und Leiterin des Besetzungsbüros des BR
- Guido Baumann, Unterhaltungschef des Schweizer Fernsehens
- Marianne Koch, Schauspielerin und ab den 1970er Jahren Ärztin

Ursprünglich war das Rateteam mit Peter Kottmann, dem ehemaligen Unterhaltungschef des WDR, besetzt, der nach seinem Suizid jedoch 1962 durch Baumann ersetzt wurde. Anneliese Fleyenschmidt, Fernsehansagerin und -moderatorin, wechselte sich von 1965 bis 1989 häufig mit Marianne Koch ab. Ingrid Wendl, österreichische Fernsehansagerin, war ab 1979 als Ersatz für Fleyenschmidt, von Aretin oder Koch, Max Rüeger als Ersatz für Baumann an der Sendung beteiligt.
Robert Lembke nahm seit 1956 seinen Foxterrier „Struppi“ als Maskottchen in die Sendung, der die Fünf-Mark-Stücke bewachen sollte. Nach dessen Tod 1959 wurde der Hund „Jacky“ sein Nachfolger, der bis Dezember 1968 dabei war. Ab dieser Zeit nahm Lembke keinen Hund mehr ins Studio.

## Technische und organisatorische Details
Lembke erhielt im Monat etwa 6000 Briefe, in denen sich Kandidaten mit mehr oder weniger seltenen Berufen vorstellten. 20 bis 30 davon kamen meist in die engere Auswahl. Auch eine Hausfrau erschien vor dem Rateteam; ihr Beruf wurde sehr spät erraten. „Könnte Ihr Beruf von einem Mann ausgeführt werden?“, wollte Guido Baumann wissen. Ein fragender Blick und Lembke entschied: „Sagen wir nein.“
Die Produktionskosten fielen bescheiden aus: Lembke erhielt pro Sendung (Stand 1974) 6000 DM (entspräche inflationsbereinigt 10.179 Euro im Jahr 2025), die Mitglieder des Rateteams knapp je 1000 DM (1.696 Euro) und die Assistentin Irene Aulich (seit 1967) 150 DM (254 Euro). Jeder Gast konnte nach zehn Nein-Antworten maximal 50 DM gewinnen, was inflationsbedingt etwa 153 Euro für Sendungen des ersten Ausstrahlungsjahres 1955 und 52 Euro für 1989 entsprechen würde.
Die Aufzeichnung erfolgte im Studio 2 des Bayerischen Rundfunks in Unterföhring bei München. Bis 1973 wurden zwölf Sendungen pro Jahr produziert, danach nur noch acht. An jedem Aufzeichnungstermin wurden zwei Sendungen hintereinander gedreht, was zusätzlich Kosten sparte.
Bühnenbild und Requisiten
- ein Tisch für das Rateteam
- ein Tisch für Robert Lembke mit Gast
- (Vor-)Namensschilder des Rateteams
- Nummernschilder zum Umblättern für Lembke
- verschiedenfarbige Sparschweine
- ein Gong mit Schlegel
- eine Unterschrifttafel
- Augenmasken für das Rateteam für das Prominentenraten

## Ablauf und Rituale
Seit 1961 war jede Sendung in vier Raterunden gegliedert: In den ersten drei Runden mussten durch Ja-/Nein- bzw. Entscheidungsfragen die Berufe der drei Gäste erraten werden. Zu Beginn jeder Runde stellte Robert Lembke seinem Gast in anheimelndem Bairisch die Standardfrage: „Welches Schweinderl hätten S’ denn gern?“, nachdem dieser zuvor eine Unterschrift an einer Tafel geleistet, angekreuzt hatte, ob er selbständig oder angestellt war und eine für seinen Beruf typische – nicht allzu verräterische – Handbewegung gemacht hatte. Jedes Mitglied im Rateteam durfte dann so lange eine Frage stellen, bis es ein „Nein“ erhielt. Danach ging das Fragerecht an den Nächsten weiter. Nach jedem „Nein“ klappte Lembke per Hand das nächsthöhere Nummernschild nach vorn und warf ein Fünf-Mark-Stück in das Sparschwein. Entweder war die Runde nach dem zehnten „Nein“ zu Ende oder der Beruf erraten worden. Danach wurde der Beruf des jeweiligen Gastes meist mit einem eingespielten Film vorgestellt.
In der vierten Runde erschien der Stargast. Damit dieser nicht von den Ratemitgliedern erkannt wurde, mussten sie sich die Augen verdeckende Masken aufsetzen und anschließend den Namen des Gastes nach demselben Ja/Nein-Schema erraten. Um sich nicht durch die Stimme zu verraten, durfte der Gast nicht selbst antworten, sondern nur nicken oder den Kopf schütteln. Robert Lembke antwortete für ihn, verriet dem Rateteam zuvor aber stets das Geschlecht des Stargastes. Statt eines Fünf-Mark-Stückes gab es bei jeder Nein-Antwort ein kleines Geschenk, wie z. B. eine Flasche Wein. Meistens wurde der Stargast erraten. Der Gast gab nach der Raterunde eine Probe seiner Kunst (ein Lied oder eine eingespielte Filmszene). Einmal war z. B. Rita Pavone zu Gast in der Sendung und schwang nach der Raterunde zusammen mit Hans Sachs zu den Klängen ihres bekannten Schlagers Arrivederci, Hans das Tanzbein.
Die Zuschauer, die den Ablauf im Studio verfolgten, amüsierten sich oft, wenn das Rateteam falsche Fährten verfolgte. Der Fernsehzuschauer wusste die Lösung (durch Einblendung) im Voraus. Auch der Name des Stargastes wurde vor der Raterunde für den Zuschauer eingeblendet, obwohl es sich meistens um allgemein bekannte Persönlichkeiten handelte. Hier war ebenfalls das akustische Signal (Gong) üblich.
Damals herrschten noch strengere Sitten als beim späteren Revival mit Björn-Hergen Schimpf. Lembke achtete stets darauf, dass das Rateteam sich nicht untereinander austauschte. Jeder war auf sich gestellt, wenn die Reihe an ihn kam. Wem nichts mehr einfiel, konnte höchstens das Fragerecht weitergeben.
Gelegentlich kam es vor, dass ein Mitglied des Rateteams einen nicht prominenten Kandidaten persönlich kannte und daher dessen Beruf auf Anhieb wusste. Dann galt die ungeschriebene Regel, dass dies angezeigt wurde und man vom Raten für diese Runde ausschied.
Auch kam es gelegentlich vor, dass ein nicht prominenter Gast dennoch von vornherein eine gewisse Bekanntheit hatte oder dass Lembke zumindest davon ausging, dass einer aus dem Rateteam den Gast kannte. In solchen Fällen kam der Gast dann verkleidet, z. B. mit einem falschen Vollbart in das Studio.
Die Sendung am 29. August 1967 war die erste Farbsendung des Bayerischen Rundfunks. Sie wurde auf der IFA in Berlin mithilfe von Farbkameras des NDR hergestellt. Einige nachfolgende Sendungen aus Unterföhring wurden dann wieder in Schwarzweiß hergestellt.

### Ritualisierte Sprüche
- „Sind Sie mit der Herstellung oder Verteilung einer Ware beschäftigt?“ (War meist die erste Frage, egal von wem)
- „Könnte auch ich zu Ihnen kommen?“
- „Können Sie diesen Dienst an mir vollbringen?“ (Guido Baumann)
- „Ich gebe weiter an den Hans / die Anneliese / …“
- „Machen Sie Menschen glücklich/zufrieden?“
- „Gehe ich recht in der Annahme, dass Sie nicht …“ (Hans Sachs)
- „Welches Schweinderl hätten S’ denn gern?“ (Robert Lembke)
- „Ich hoffe, es hat Ihnen ein bisschen Spaß gemacht und Sie laden uns wieder zu sich ein beim nächsten Was bin ich?“ (Robert Lembke)

## Vorläufiges Ende
Nach dem Tod von Robert Lembke am 14. Januar 1989 wurde die langlebigste Quizsendung des deutschen Fernsehens eingestellt. Vier Tage zuvor lief die letzte aufgezeichnete Sendung. 1969 war das Quiz mit 75 % eingeschalteter Geräte die beliebteste Sendung im deutschen Fernsehen. In den 1980er Jahren erreichte Was bin ich? immerhin noch bis zu 40 %.

## Liste der ARD-Ausstrahlungen mit Robert Lembke
| FOLGE | 1950er JAHRE | STARGÄSTE                                            |
| ----- | ------------ | ---------------------------------------------------- |
| 01    | 02.01.1955   | Vico Torriani                                        |
|       | 13.03.1955   |                                                      |
|       | 11.04.1955   |                                                      |
|       | 07.05.1955   |                                                      |
|       | 28.05.1955   |                                                      |
|       | 30.06.1955   |                                                      |
|       | 28.07.1955   |                                                      |
|       | 20.08.1955   |                                                      |
|       | 10.09.1955   |                                                      |
|       | 23.10.1955   | Ruth Leuwerik                                        |
|       | 19.11.1955   |                                                      |
|       | 11.12.1955   |                                                      |
|       | 25.02.1956   |                                                      |
|       | 31.03.1956   |                                                      |
|       | 21.04.1956   |                                                      |
|       | 03.06.1956   |                                                      |
|       | 25.08.1956   |                                                      |
|       | 22.09.1956   |                                                      |
|       | 25.10.1956   |                                                      |
|       | 11.12.1956   |                                                      |
|       | 26.01.1957   |                                                      |
|       | 30.03.1957   |                                                      |
|       | 11.05.1957   |                                                      |
|       | 20.07.1957   |                                                      |
|       | 17.08.1957   |                                                      |
|       | 02.11.1957   | Richard Stücklen                                     |
|       | 1957         | Caterina Valente                                     |
| 29    | 21.03.1958   | Anneliese Rothenberger, Rudolf Vogel, Sepp Herberger |

| FOLGE | 1960er JAHRE | STARGÄSTE                                 |
| ----- | ------------ | ----------------------------------------- |
|       | 11.02.1961   | Armin Hary                                |
|       | 25.03.1961   | Elsie Attenhofer                          |
|       | 22.04.1961   | Elfie Pertramer                           |
|       | 27.05.1961   | Willy Hagara                              |
|       | 24.06.1961   | Paul Dahlke                               |
|       | 28.07.1961   | Franz Grothe                              |
|       | 18.08.1961   | Cornelia Froboess                         |
|       | 13.09.1961   | Kurt Böhme                                |
|       | 04.10.1961   | Michl Lang                                |
|       | 15.11.1961   | Willy Birgel                              |
|       | 20.12.1961   | Ilse Werner, Josef Niessen                |
|       | 17.01.1962   | Maria Andergast                           |
|       | 17.02.1962   | Joachim Fuchsberger                       |
|       | 28.03.1962   | Bibi Johns                                |
|       | 18.04.1962   | Barbi Henneberger                         |
|       | 16.05.1962   | Bill Ramsey                               |
|       | 13.06.1962   | Trude Hesterberg                          |
|       | 18.07.1962   | Erika Köth                                |
|       | 15.08.1962   | Felix von Eckardt                         |
|       | 12.09.1962   | Hermann Prey                              |
|       | 17.10.1962   | Manfred Germar                            |
|       | 07.11.1962   | Ralf Bendix, Willi Daume, Melitta Muszely |
|       | 11.12.1962   | Hugo Strasser                             |
|       | 09.01.1963   | Olive Moorefield                          |
|       | 13.02.1963   | Hans Jürgen Diedrich                      |
|       | 13.03.1963   | Hans Hotter                               |
|       | 17.04.1963   | Hermann Prey, Wolfgang Windgassen         |
|       | 22.05.1963   | Luise Ullrich                             |
|       | 26.06.1963   | Fritz Wunderlich                          |
|       | 31.07.1963   | Rita Streich                              |
|       | 21.08.1963   | Ernst Fritz Fürbringer                    |
|       | 25.09.1963   | Willy Reichert                            |
|       | 16.10.1963   | Maria Stader                              |
|       | 06.11.1963   | Fred Bertelmann                           |
|       | 04.12.1963   | Ingeborg Hallstein                        |
|       | 15.01.1964   | Lale Andersen                             |
|       | 26.02.1964   | Ursula Noack                              |
|       | 11.03.1964   | Therese Giehse                            |
| 39    | 22.04.1964   | Peter Alexander                           |
| 40    | 06.05.1964   | Charlie Rivel                             |
| 41    | 24.06.1964   | Ludwig Schmidseder                        |
| 42    | 22.07.1964   | Hans Hopf                                 |
| 43    | 26.08.1964   | Liselotte Pulver                          |
| 44    | 23.09.1964   | Hertha Töpper                             |
| 45    | 28.10.1964   | Gloria Davy                               |
| 46    | 25.11.1964   | Willi Holdorf                             |
| 47    | 31.12.1964   | Rudolf Koeckert                           |
| 48    | 20.01.1965   | Michael Jary                              |
| 49    | 17.02.1965   | Hanne Wieder                              |
| 50    | 17.03.1965   | Kieth Engen                               |
| 51    | 07.04.1965   | Lisa della Casa                           |
| 52    | 12.05.1965   | Regine Heitzer                            |
| 53    | 16.06.1965   | Agnes Fink                                |
| 54    | 14.07.1965   | Anja Silja                                |
| 55    | 25.08.1965   | Jess Thomas                               |
| 56    | 29.09.1965   | Heidi Kabel                               |
| 57    | 27.10.1965   | Christiane Hörbiger                       |
| 58    | 24.11.1965   | Hilde Güden                               |
| 59    | 22.12.1965   | Regensburger Domspatzen                   |
| 60    | 26.01.1966   | Vico Torriani                             |
| 61    | 23.02.1966   | Carl Schuricht                            |
| 62    | 16.03.1966   | Inge Meysel                               |
| 63    | 20.04.1966   | Johanna von Koczian                       |
| 64    | 25.05.1966   | Hans-Jochen Vogel                         |
| 65    | 22.06.1966   | Esther & Abi Ofarim                       |
| 66    | 20.07.1966   | Anneliese Rothenberger                    |
| 67    | 23.08.1966   | Ursula Herking                            |
| 68    | 20.09.1966   | Hilde Krahl, Wolfgang Liebeneiner         |
| 69    | 25.10.1966   | Udo Jürgens                               |
| 70    | 22.11.1966   | Heinz Rühmann                             |
| 71    | 20.12.1966   | Wastl Fanderl                             |
| 72    | 28.02.1967   | Graziella Sciutti                         |
| 73    | 21.03.1967   | Heidelinde Weis                           |
| 74    | 18.04.1967   | Dieter Hildebrandt                        |
| 75    | 23.05.1967   | Margit Schramm                            |
| 76    | 27.06.1967   | Henry Vahl                                |
| 77    | 25.07.1967   | Leonie Rysanek                            |
| 78    | 15.08.1967   | Rudolf Schock                             |
| 79    | 29.08.1967   | Luis Trenker                              |
| 80    | 26.09.1967   | Wilhelm Bungert                           |
| 81    | 24.10.1967   | Gitte Hænning                             |
| 82    | 21.11.1967   | Eva Pflug                                 |
| 83    | 19.12.1967   | Schöneberger Sängerknaben                 |
| 84    | 23.01.1968   | Caterina Valente                          |
| 85    | 20.02.1968   | Cornelia Froboess                         |
| 86    | 19.03.1968   | Grethe Weiser                             |
| 87    | 23.04.1968   | Sabine Sinjen                             |
| 88    | 21.05.1968   | Josef Neckermann                          |
| 89    | 25.06.1968   | Helmut Zacharias                          |
| 90    | 23.07.1968   | Josef Meinrad                             |
| 91    | 20.08.1968   | Gerhard Winkler                           |
| 92    | 24.09.1968   | Karin Hübner                              |
| 93    | 29.10.1968   | Roy Black                                 |
| 94    | 26.11.1968   | Robert Stolz                              |
| 95    | 17.12.1968   | Alexandra                                 |
| 96    | 14.01.1969   | Karl Schiller                             |
| 97    | 11.02.1969   | Jürgen von Manger                         |
| 98    | 11.03.1969   | Claire Watson                             |
| 99    | 22.04.1969   | Nadja Tiller                              |
| 100   | 20.05.1969   | Hildegard Knef                            |
| 101   | 24.06.1969   | Wencke Myhre                              |
| 102   | 15.07.1969   | Felicia Weathers                          |
| 103   | 19.08.1969   | Walter Berry, Christa Ludwig              |
| 104   | 23.09.1969   | Shmuel Rodensky                           |
| 105   | 21.10.1969   | Irene Mann                                |
| 106   | 25.11.1969   | Heintje                                   |
| 107   | 30.12.1969   | Françoise Hardy                           |

| FOLGE | 1970er JAHRE | STARGÄSTE                                                                          |
| ----- | ------------ | ---------------------------------------------------------------------------------- |
| 108   | 20.01.1970   | Helen Vita                                                                         |
| 109   | 24.02.1970   | Renate Holm                                                                        |
| 110   | 24.03.1970   | Rita Pavone                                                                        |
| 111   | 21.04.1970   | Freddy Quinn                                                                       |
| 112   | 19.05.1970   | Anna Moffo                                                                         |
| 113   | 23.06.1970   | Fritz Rieger                                                                       |
| 114   | 21.07.1970   | Heinz Haber                                                                        |
| 115   | 18.08.1970   | Uschi Glas                                                                         |
| 116   | 22.09.1970   | Peter Alexander, Werner Bochmann                                                   |
| 117   | 20.10.1970   | Mireille Mathieu                                                                   |
| 118   | 17.11.1970   | Wilma Lipp                                                                         |
| 119   | 22.12.1970   | Karel Gott                                                                         |
| 120   | 26.01.1971   | Willy Millowitsch                                                                  |
| 121   | 23.02.1971   | Heinz Erhardt                                                                      |
| 122   | 23.03.1971   | Günter Netzer                                                                      |
| 123   | 20.04.1971   | Roberto Blanco                                                                     |
| 124   | 18.05.1971   | Gilbert Bécaud                                                                     |
| 125   | 15.06.1971   | Rex Gildo                                                                          |
| 126   | 27.07.1971   | Wolfgang Sawallisch                                                                |
| 127   | 24.08.1971   | Ralph Maria Siegel, Olympia-Hostess Silvia Sommerlath (später Silvia von Schweden) |
| 128   | 21.09.1971   | Katja Ebstein                                                                      |
| 129   | 19.10.1971   | Vicky Leandros                                                                     |
| 130   | 16.11.1971   | Salvatore Adamo                                                                    |
| 131   | 21.12.1971   | Daliah Lavi                                                                        |
| 132   | 11.01.1972   | Ivan Rebroff                                                                       |
| 133   | 08.02.1972   | Dietmar Schönherr                                                                  |
| 134   | 07.03.1972   | Gert Fröbe                                                                         |
| 135   | 04.04.1972   | Jacques-Yves Cousteau                                                              |
| 136   | 02.05.1972   | Viktor de Kowa                                                                     |
| 137   | 30.05.1972   | James Last                                                                         |
| 138   | 27.06.1972   | Reinhard Mey                                                                       |
| 139   | 25.07.1972   | Dagmar Koller                                                                      |
| 140   | 22.08.1972   | Vicco von Bülow                                                                    |
| 141   | 26.09.1972   | Senta Berger                                                                       |
| 142   | 31.10.1972   | Michael Schanze                                                                    |
| 143   | 28.11.1972   | Werner Finck                                                                       |
| 144   | 16.01.1973   | Charles Aznavour                                                                   |
| 145   | 13.02.1973   | Gustav Knuth                                                                       |
| 146   | 13.03.1973   | Rudi Carrell                                                                       |
| 147   | 10.04.1973   | Mary Roos                                                                          |
| 148   | 08.05.1973   | Tony Marshall                                                                      |
| 149   | 05.06.1973   | Juliette Gréco                                                                     |
| 150   | 03.07.1973   | Ursula Herking                                                                     |
| 151   | 31.07.1973   | Heino                                                                              |
| 152   | 28.08.1973   |                                                                                    |
| 153   | 25.09.1973   | Marianne Mendt                                                                     |
| 154   | 23.10.1973   | Erika Pluhar                                                                       |
| 155   | 20.11.1973   | René Kollo                                                                         |
| 156   | 29.01.1974   | Paul Kuhn                                                                          |
| 157   | 26.02.1974   | Peter Rubin                                                                        |
| 158   | 26.03.1974   | Gundula Janowitz                                                                   |
| 159   | 23.04.1974   | Bruce Low                                                                          |
| 160   | 28.05.1974   | Cindy & Bert                                                                       |
| 161   | 02.07.1974   | Lilli Palmer                                                                       |
| 162   | 03.09.1974   | Fritz Muliar                                                                       |
| 163   | 24.09.1974   | Edith Mathis                                                                       |
| 164   | 05.11.1974   | Manfred Köhnlechner                                                                |
| 165   | 03.12.1974   | Peter Minich                                                                       |
| 166   | 28.01.1975   | Rudolf Platte                                                                      |
| 167   | 25.02.1975   | Brigitte Fassbaender                                                               |
| 168   | 25.04.1975   | Johannes Heesters                                                                  |
| 169   | 29.04.1975   | Ephraim Kishon                                                                     |
| 170   | 27.05.1975   | Roy Etzel                                                                          |
| 171   | 02.09.1975   | Peter Schreier                                                                     |
| 172   | 30.09.1975   | Walter Bruch                                                                       |
| 173   | 28.10.1975   | Dalida                                                                             |
| 174   | 25.11.1975   | Curd Jürgens                                                                       |
| 175   | 23.12.1975   | Tölzer Knabenchor                                                                  |
| 176   | 20.01.1976   | Elisabeth Flickenschildt                                                           |
| 177   | 17.02.1976   | Emil Steinberger                                                                   |
| 178   | 30.03.1976   | Bernhard Russi                                                                     |
| 179   | 27.04.1976   | Margot Fonteyn                                                                     |
| 180   | 01.06.1976   | Otto Waalkes                                                                       |
| 181   | 29.06.1976   | Helmuth Lohner                                                                     |
| 182   | 05.10.1976   | Boy Gobert                                                                         |
| 183   | 02.11.1976   | Theo Adam                                                                          |
| 184   | 30.11.1976   | Gunter Gabriel                                                                     |
| 185   | 28.12.1976   | Ernst Hilbich                                                                      |
| 186   | 01.02.1977   | Friedrich Torberg                                                                  |
| 187   | 01.03.1977   | Michael Heltau                                                                     |
| 188   | 12.04.1977   | Rudolf Fernau                                                                      |
| 189   | 17.05.1977   | Peter Horton                                                                       |
| 190   | 21.06.1977   | Silver Convention                                                                  |
| 191   | 26.07.1977   | Margot Werner                                                                      |
| 192   | 30.08.1977   | Ingrid Steeger                                                                     |
| 193   | 27.09.1977   | Peter Igelhoff                                                                     |
| 194   | 08.11.1977   | Nana Mouskouri                                                                     |
| 195   | 13.12.1977   | Reri Grist                                                                         |
| 196   | 17.01.1978   | Max Greger                                                                         |
| 197   | 21.02.1978   | Helen Donath                                                                       |
| 198   | 28.03.1978   | Roger Whittaker                                                                    |
| 199   | 02.05.1978   | Peter Ustinov                                                                      |
| 200   | 06.06.1978   | Hazy Osterwald                                                                     |
| 201   | 11.07.1978   | Volker Lechtenbrink                                                                |
| 202   | 19.09.1978   | Otto Schenk                                                                        |
| 203   | 17.10.1978   | Peter Kraus                                                                        |
| 204   | 14.11.1978   | Milva                                                                              |
| 205   | 07.12.1978   | Sylvia Geszty                                                                      |
|       | 16.01.1979   | André Heller                                                                       |
|       | 20.02.1979   | Fredl Fesl                                                                         |
|       | 27.03.1979   | Sophia Loren                                                                       |
|       | 01.05.1979   | Ursela Monn                                                                        |
|       | 05.06.1979   | Martin Held                                                                        |
|       | 10.07.1979   | Ingrid Bjoner                                                                      |
|       | 04.09.1979   | Elfriede Ott                                                                       |
|       | 09.10.1979   | Margret Dünser                                                                     |
|       | 20.11.1979   | Harry Belafonte                                                                    |
|       | 18.12.1979   | Mildred Scheel                                                                     |

| FOLGE | 1980er JAHRE | STARGÄSTE                                          |
| ----- | ------------ | -------------------------------------------------- |
|       | 15.01.1980   | Joana                                              |
|       | 26.02.1980   | Dieter Hallervorden                                |
|       | 08.04.1980   | Samy Molcho                                        |
|       | 20.05.1980   | Konstantin Wecker                                  |
|       | 01.07.1980   | Paul Hörbiger                                      |
| 250   | 29.07.1980   | Julia Migenes                                      |
|       | 02.09.1980   | Ludwig Hirsch                                      |
|       | 07.10.1980   | Louise Martini                                     |
|       | 18.11.1980   | Stephan Sulke                                      |
|       | 30.12.1980   | Kurt Böhme                                         |
|       | 27.01.1981   | Gotthilf Fischer                                   |
|       | 03.03.1981   | Franz Alt, Kurt Felix, Friedrich Nowottny          |
|       | 07.04.1981   | Peter Hofmann                                      |
|       | 12.05.1981   | Werner Schneyder                                   |
|       | 16.06.1981   | Erni Singerl                                       |
|       | 21.07.1981   | Howard Carpendale                                  |
|       | 25.08.1981   | Ralph Siegel, Karel Gott                           |
|       | 29.09.1981   | Gitte Hænning                                      |
|       | 03.11.1981   | Elizabeth Teissier                                 |
|       | 08.12.1981   | Horst Stern                                        |
|       | 12.01.1982   | Pierre Brice, Richard Clayderman                   |
|       | 16.02.1982   | Lucia Popp                                         |
|       | 30.03.1982   | Jupp Derwall                                       |
|       | 11.05.1982   | Walter Sedlmayr                                    |
|       | 15.06.1982   | Nicole                                             |
|       | 20.07.1982   | Roland Kaiser                                      |
|       | 24.08.1982   | Waldemar Kmentt                                    |
|       | 28.09.1982   | Bud Spencer                                        |
|       | 23.11.1982   | Carl Raddatz                                       |
|       | 21.12.1982   | Gustl Bayrhammer                                   |
|       | 04.01.1983   | Marianne Hoppe                                     |
|       | 08.03.1983   | Chris Howland                                      |
|       | 05.04.1983   | Denise Biellmann                                   |
|       | 03.05.1983   | Sydne Rome                                         |
|       | 05.07.1983   | Liv Ullmann                                        |
|       | 16.08.1983   | Werner Höfer                                       |
|       | 01.09.1983   | Costa Cordalis                                     |
|       | 27.09.1983   | Thomas Gottschalk, Mike Krüger                     |
|       | 01.11.1983   | Edda Moser                                         |
|       | 06.12.1983   | Veronica Carstens                                  |
|       | 31.01.1984   | Zsa Zsa Gabor                                      |
|       | 06.03.1984   | Beatrice Richter                                   |
|       | 10.04.1984   | Bernd Weikl                                        |
|       | 15.05.1984   | Maxl Graf                                          |
|       | 04.09.1984   | Julius Hackethal                                   |
|       | 09.10.1984   | Peter Weck                                         |
|       | 27.11.1984   | Bernhard Vogel                                     |
|       | 01.01.1985   | Bernd Gottschalk                                   |
|       | 26.02.1985   | Lore Lorentz                                       |
|       | 26.03.1985   | Carl-Heinz Schroth                                 |
| 300   | 04.05.1985   | Vico Torriani                                      |
| 301   | 21.05.1985   | Siegfried Lowitz                                   |
| 302   | 25.06.1985   | Axel von Ambesser, Reiner Klimke                   |
| 303   | 23.07.1985   | Peter Cornelius                                    |
| 304   | 20.08.1985   | Will Quadflieg                                     |
| 305   | 10.09.1985   | Paola Felix                                        |
| 306   | 22.10.1985   | Dave Dudley                                        |
| 307   | 19.11.1985   | Heinz Sielmann                                     |
| 308   | 14.01.1986   | Peter Alexander, Franz Beckenbauer                 |
| 309   | 18.02.1986   | Klaus Hoffmann                                     |
| 310   | 18.03.1986   | Georges Moustaki                                   |
| 311   | 22.04.1986   | Rolf Knie, Gaston & Pipo                           |
| 312   | 03.06.1986   | Mary & Gordy                                       |
| 313   | 08.07.1986   | Michael Ende                                       |
| 314   | 12.08.1986   | Mike Krüger                                        |
| 315   | 16.09.1986   | GRACE, Peter Wirnsberger                           |
| 316   | 28.10.1986   | Peter Maffay                                       |
| 317   | 02.12.1986   | Rondò Veneziano                                    |
| 318   | 06.01.1987   | Franz Xaver Kroetz                                 |
| 319   | 17.02.1987   | Rainhard Fendrich                                  |
| 320   | 14.04.1987   | Jennifer Rush                                      |
| 321   | 05.05.1987   | Teddy Podgorski                                    |
| 322   | 26.05.1987   | Pirmin Zurbriggen                                  |
| 323   | 07.07.1987   | Francisco Araiza                                   |
| 324   | 11.08.1987   | Harald Juhnke                                      |
| 325   | 15.09.1987   | Helmut Fischer                                     |
| 326   | 20.10.1987   | Eberhard Diepgen                                   |
| 327   | 01.12.1987   | Jil Sander                                         |
| 328   | 09.02.1988   | Angelika Milster                                   |
| 329   | 15.03.1988   | Erste Allgemeine Verunsicherung                    |
| 330   | 26.04.1988   | Wolfgang Reichmann                                 |
| 331   | 24.05.1988   | Evelyn Hamann                                      |
| 332   | 05.07.1988   | Audrey Hepburn                                     |
| 333   | 02.08.1988   | Thomas Gottschalk                                  |
| 334   | 13.09.1988   | 40 Ehrengäste zum 75. Geburtstag von Robert Lembke |
| 335   | 01.11.1988   | Eddie Constantine                                  |
| 336   | 29.11.1988   | Karl Ridderbusch                                   |
| 337   | 10.01.1989   | Oleg Popow – Letzte Sendung mit Robert Lembke      |

## Revivals

### Sat.1
Unter dem Titel „Heiter weiter“ moderierte Guido Baumann die Sendung 1990 mit dem alten Rateteam bei dem Privatsender Sat.1. Nach 26 Folgen wurde die Quizsendung eingestellt.

### Erstes Deutsches Fernsehen
Von 1990 bis 1993 führte der Bayerische Rundfunk die Sendung von Joachim Fuchsberger unter dem Titel Ja oder Nein mit 60 Folgen fort. Das Rateteam bestand aus:
- Alice Schwarzer
- Gerhard Konzelmann
- Vera Russwurm
- Emil Steinberger
- Thomas Hegemann (ersetzte 1991 Steinberger)
- Sepp Maier (ersetzte 1992 Konzelmann)

### Kabel Eins
Am 5. Oktober 2000 wurde die Show von kabel eins unter der Moderation von Björn-Hergen Schimpf wiederum neu aufgelegt. Das Rateteam bestand aus:
- Herbert Feuerstein
- Vera Int-Veen
- Norbert Blüm
- Tanja Schumann

Seit der 12. Staffel der Show auf Kabel 1 war in jeder Sendung ein Gastratefuchs zu Besuch und ersetzte ein Mitglied des Rateteams. Schimpf wandelte Robert Lembkes Frage nach dem Sparschwein ab in „Welche Sau ganz genau?“ oder „Welches Tier von hier?“.
Mit der Einführung des Euro musste die Frage geklärt werden, um welchen Betrag gespielt werden sollte. Den höchsten Nennwert hatte die 2-Euro-Münze. Eine 5-Euro-Münze als offizielles Zahlungsmittel gab es nicht. Gelöst wurde das Problem, indem für die Produktion drei Sätze à zehn Fünf-DM-Stücke bei einem Münzhändler erworben wurden. Die erspielte Gewinnsumme wurde nach der Sendung in Euro umgerechnet dem Kandidaten ausgehändigt.
Die wesentliche Änderung zum Original war, dass das Rateteam gemeinsam Lösungen finden durfte; so wurde wild durcheinander geplappert, Feuerstein verließ z. B. einmal empört den Tisch und setzte sich demonstrativ ins Publikum oder Tanja Schumann tanzte auf dem Tisch.
Bei der Pilotierung gab es ein komplettes zweites Rateteam, dem u. a. die aus „Alles nichts oder?!“ bekannte Hella von Sinnen angehörte. Aufgrund von Marktforschungsergebnissen setzte sich aber das andere Panel durch.
Bei Kabel eins wurde eine zusätzliche Raterunde mit Mr. X eingeführt. Hierbei handelte es sich um eine Person, die bürgerlich den Namen eines Prominenten oder einer bekannten fiktiven Figur aus Film, Fernsehen oder Romanen trägt. So gab es Kandidaten, die Stephen King oder Heinz Rühmann hießen. Diesen Namen galt es zu erraten.
Zwölf neue Folgen sollten ab dem 18. November 2004 jeden Donnerstag 20:15 Uhr ausgestrahlt werden. Da Unser Bauernhof – Hilfe, die Großstädter kommen aufgrund schlechter Quoten frühzeitig abgesetzt wurde, entschied sich der Sender, diese Folgen vorzeitig ab dem 28. Oktober 2004 als Ersatz zu senden. Die erste Folge am 28. Oktober konnte nach einer Pause von 6 Monaten lediglich 870.000 Zuschauer bei einem Gesamtmarktanteil von 2,7 Prozent vorweisen. Am 20. Januar 2005 sahen circa 470.000 werberelevante Zuschauer die Sendung. Nach insgesamt zwölf produzierten Staffeln wurde die Sendung Anfang 2005 eingestellt.

### ProSieben
In der Sendung TV total, die von 1999 bis 2015 von Stefan Raab moderiert wurde, versuchte dieser, in Anlehnung an Was bin ich?, bei Wer bin ich und was mach ich eigentlich hier? durch Ja-Nein-Fragen einen Mitarbeiter zu erraten, dessen Arbeit anschließend vorgestellt wurde. Elton leitete durch das Ratespiel, bei dem der Mitarbeiter bis zu zehn Fünf-Mark-Stücke gewinnen konnte. TV total wurde im Dezember 2015 vorerst eingestellt. Seit der Neuauflage 2021 und der Übernahme der Sendung durch Sebastian Pufpaff wurde das Spiel nicht mehr in der Sendung aufgegriffen. 

### NDR
Der NDR strahlte im August 2020 die 100. Sendung von Kaum zu glauben! aus, in der ein vierköpfiges Rateteam besondere Berufe oder Erlebnisse von Besuchern erraten muss.

## Verwandte Konzepte
- Pssst …, Sag die Wahrheit, Ich trage einen großen Namen – Ähnliche Ratesendungen
- Wer bin ich? – Gesellschaftsspiel